# Uvaria psorosperma
Uvaria psorosperma este o specie de plante angiosperme din genul Uvaria, familia Annonaceae, descrisă de Jean Baptiste Louis Pierre, Adolf Engler și Friedrich Ludwig Diels. Conform Catalogue of Life specia Uvaria psorosperma nu are subspecii cunoscute.